# Sébastien-Marcel Biasini
Pour les articles homonymes, voir Biasini.
Sébastien-Marcel Biasini (Sebastiano Marcello Biasini), né le 1er janvier 1841 à Nice (alors province de Nice du royaume de Sardaigne) et mort le 27 novembre 1913 à Nice, est un architecte français.

## Biographie

### Formation
Sébastien-Marcel Biasini est né à Nice d’un père, Marcel Biasini, tailleur de pierres. Il suit les cours du collège royal de Nice. Il monte ensuite à Paris pour suivre les cours de l'École des Beaux-Arts où il suit les cours de Charles-Auguste Questel. Il n'obtient pas le diplôme d'architecte car ce titre n'existe pas à l'époque, mais il reçoit la médaille de première classe, en 1866. Il est inspecteur des travaux pour l'Exposition universelle de 1867.
Il revient à Nice en 1868 et se marie en 1871 avec Marie Thérèse Bandinelly, fille d'un avocat niçois.

### Architecte
L'architecte Sébastien-Marcel Biasini a développé une architecture éclectique qui convient à sa clientèle.
Madame Henri Germain étant venue à Nice, elle découvre la colline de Cimiez et souhaite y résider, Son mari, Henri Germain voit les possibilités du site en créant des immeubles de prestige pour y attirer une riche clientèle étrangère. Il travaille pour la Société foncière lyonnaise et la Société Immobilière et de Construction de Nice qui lotissent la colline de Cimiez. Il a reçu en 1906, avec l'ingénieur Joseph Durandy, la grande médaille d'or du concours municipal de primes à l'architecture pour la création de le quartier.
Pendant la construction de l'hôtel Excelsior Régina, il a installé son cabinet d'architecture en face du bâtiment, dans la villa des Arènes.
Il a participé à de nombreuses commissions chargées de l'urbanisme de Nice. Il est vice-président du Comité des fêtes de la ville et fait de nombreuses créations pour le carnaval et conçoit l'architecture de chars.
Ses relations avec une clientèle internationale ne lui ont pas fait oublier ses origines niçoises. Il écrit des poèmes en nissart.
Propriétaire de la Villa Biasini dans le quartier de Cimiez, en face de l'Hôtel Régina, la maison est l'objet d'un combat judiciaire depuis 1994 entre la petite-fille de l’architecte et un homme d'affaires niçois. En 2017, la villa, en partie en ruine, est victime d'un incendie,.

## Principaux ouvrages

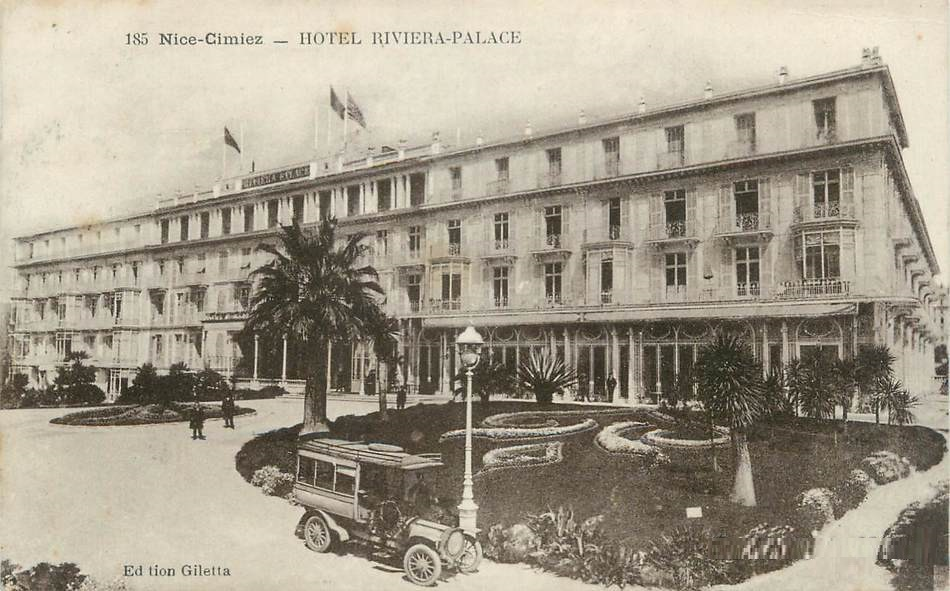
Le Riviera Palace.

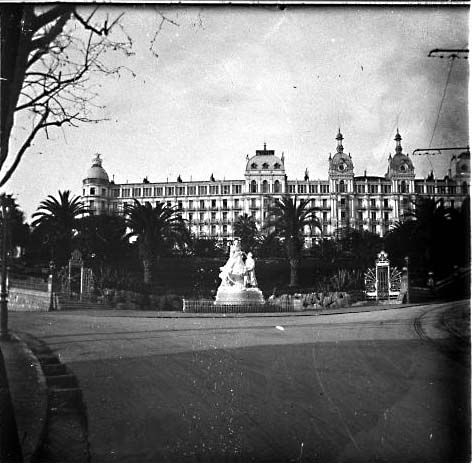
Le Régina Palace.

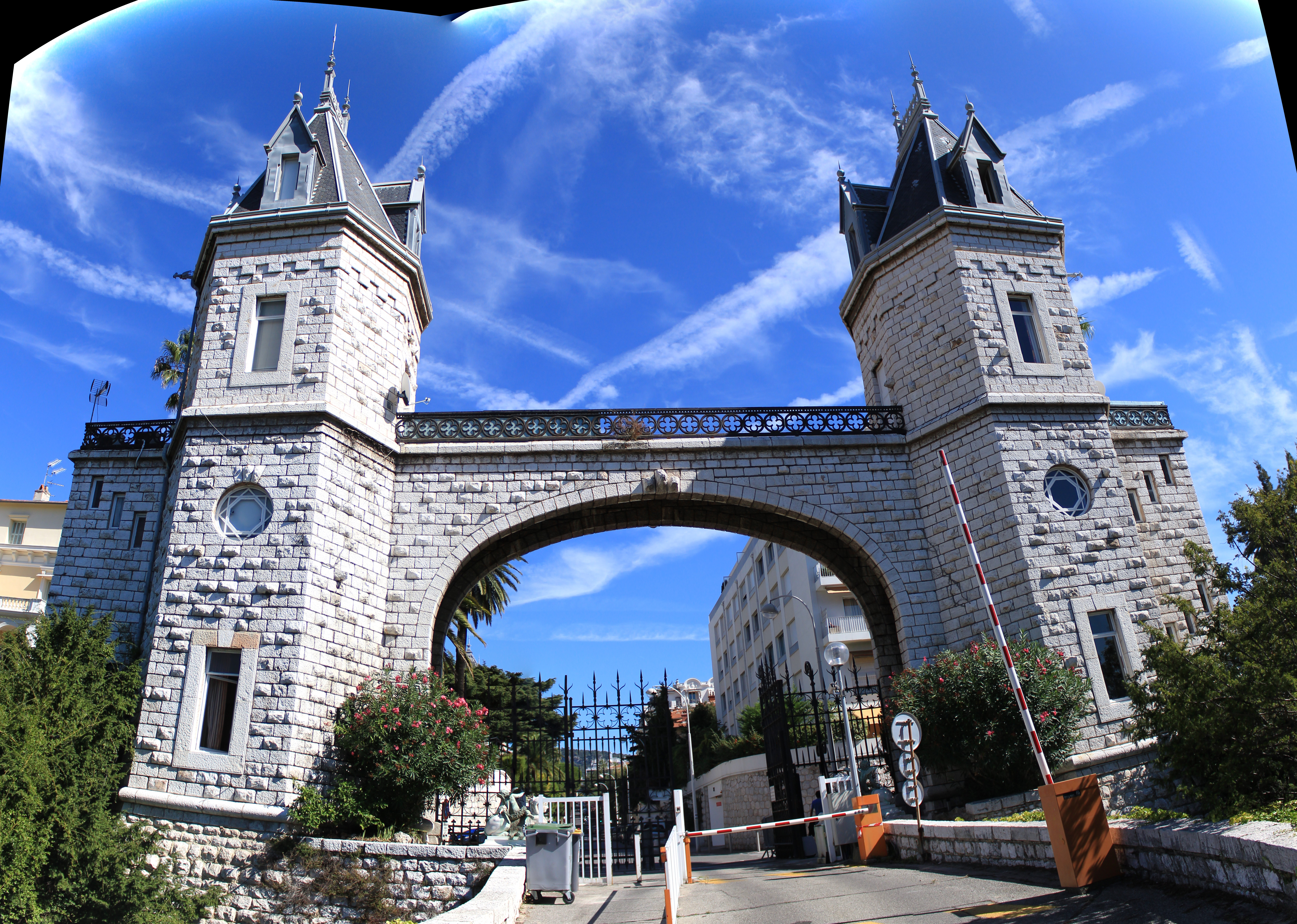
Portail d'entrée du parc Valrose.

### Hôtels de voyageurs
- Riviera Palace, à Cimiez, en 1889
- Excelsior Hôtel Régina, à Cimiez, en 1897

### Villas
- Villa L'Africaine, quartier Saint-Hélène, vers 1880
- Villa Starzinski, 55 promenade des Anglais, en 1873
- Villa Casapalca, à Cimiez, en 1906
- Villa Fructidor, 71 boulevard du Mont-Boron, en 1895
- Villa Les Palmiers (remaniements) ou palais de Marbre, 7-9 avenue de Fabron, 1879
- Villa Ernestine, puis hôtel Impérial en 1880, aujourd'hui lycée du Parc-Impérial
- Villa Mériem
- Villa Fortunée
- Villa La Noiseraie
- Villa Marie Félix
- Villa Saint-Ange, ancienne villa Sainte-Anne, en 1885
- Villa Castel
- Villa Beau Site (remaniements), 17 boulevard du Mont-Boron, en 1890
- Villa La Bornala, quartier des Baumettes, vers 1883
- Villa Polonia, à Cimiez, en 1895
- Villa Mac Donald
- Villa Costebelle, 9 avenue du Capitaine Scott en 1872.  Construit pour Jules Gilly commerçant et future Maire de Nice (1886)
- Villa Pollonnais, 57 avenue Albert-Premier, à Villefranche-sur-Mer, vers 1872
- Entrée du château de Valrose, en 1895
- Parc de la villa Orangini, 119 avenue de Brancolar, en 1882, pour Henri Germain

### Immeubles
- Immeuble Gilly, à l'angle de la rue Barla

### Bâtiments publics
- Athéneum, boulevard Victor Hugo, en 1881
- Hôpital de Grasse

### Autres bâtiments
- Hôtel du Crédit Lyonnais, avenue Jean Médecin, en 1882
- Hôtel du Crédit Lyonnais, à Monte-Carlo
- Casino d'Opedaletti

### Urbanisme
- Lotissement de la colline de Cimiez
- Boulevard de Cimiez